# ミニハムずの結婚ソング
「ミニハムずの結婚ソング」（ミニハムずのけっこんソング）は、ミニモニ。がミニハムず名義で発売した2作目のシングル。ミニモニ。としては7作目のシングルになる。

## 内容
ミニハムずとしては「ミニハムずの愛の唄」以来1年ぶりとなるシングル。このシングルがミニハムず単独ではラストシングルであり、さらにミニモニ。初期メンバーによる最後のシングルとなった。
前週にミニモニ。と高橋愛+4KIDS名義のシングル「げんき印の大盛りソング/お菓子つくっておっかすぃ〜」をリリースしているため、ミニモニ。関連作が2週連続でリリースということとなった。
東宝配給アニメ映画『劇場版とっとこハム太郎 ハムハムハムージャ!幻のプリンセス』主題歌。劇中、ハムちゃんずと王様がひまわり寿司から出てくるシーンにおいて、本作のジャケットが看板として登場している。
タイトル曲・カップリング曲共に、2003年3月26日に発売された『劇場版とっとこハム太郎 ハムハムハムージャ!幻のプリンセス』のオリジナル・サウンドトラックに収録されている。

## 収録曲
全作詞・作曲：つんく
1. ミニハムずの結婚ソング
編曲：ダンス☆マン
2. ミニハム汽車
編曲：高橋諭一
3. ミニハムずの結婚ソング (オリジナル・カラオケ)

## 参加ミュージシャン
ミニハムずの結婚ソング
- ドラム：HYU HYU
- ベース：YOGA FIRE!
- ギター：JUMP MAN・RELIEF MAN
- パーカッション：STAGE CHAKKA MAN
- コーラス：ミニハムず・つんく・ダンス☆マン
- ターンテーブル：DJ ICHIRO

ミニハム汽車
- プログラミング&ギター&コーラス：高橋諭一